# Ségrie-Fontaine

Ségrie-Fontaine este o comună în departamentul Orne, Franța. În 1 ianuarie 2018 avea o populație de 403 de locuitori.